# Valeska Böttcher
Valeska Böttcher (* 11. Juli 1967 in Frankfurt am Main) ist eine deutsche Juristin. Sie ist seit 29. März 2018 Richterin am Bundesgerichtshof.

## Leben und Wirken
Böttcher trat 1997 in den Justizdienst des Landes Niedersachsen ein und war zunächst bei der Staatsanwaltschaft Göttingen, dem Amtsgericht Duderstadt sowie dem Landgericht Göttingen tätig. Dort wurde sie 2000 zur Richterin am Landgericht ernannt. Von 2003 bis 2006 war sie als wissenschaftliche Mitarbeiterin an den Bundesgerichtshof abgeordnet. 2006 erfolgte ihre Ernennung zur Richterin am Oberlandesgericht bei dem Oberlandesgericht Celle. Böttcher ist promoviert.
Das Präsidium des Bundesgerichtshofs wies Böttcher zunächst dem vornehmlich für das Amts-, Staats- und Notarhaftungsrecht, das Recht der öffentlich-rechtlichen Entschädigung sowie für Rechtsstreitigkeiten über Dienstverträge und Geschäftsbesorgungsverhältnisse zuständigen III. Zivilsenat zu. Seit 2020 ist sie außerdem Mitglied des Senats für Notarsachen.